# 2022년 동계 올림픽에 관한 논란
다음은 2022년 동계 올림픽에 관한 논란이다.

## 정치 및 외교 논란

### 올림픽 외교보이콧
미국 등 여러 국가가 중국의 인권유린 및 코로나19(팬데믹 상황), 무장단체의 테러 위협 등의 이유로 이번 올림픽 불참의사를 표했다. 아래는 보이콧으로 대표단을 파견하지 않은 국가의 목록이다.
- 오스트레일리아
- 벨기에
- 캐나다
- 덴마크
- 인도
- 코소보
- 리투아니아
- 대만
- 영국
- 미국

아래는 공식 대표단을 파견하지 않지만, 보이콧으로 인한 이유가 아닌 국가의 목록이다.
- 오스트리아
- 체코
- 에스토니아
- 독일
- 일본
- 네덜란드
- 뉴질랜드
- 노르웨이
- 슬로베니아
- 스웨덴
- 스위스

## 환경 및 안전 논란

### 인공눈 100% 환경 및 부상 위험 논란
장자커우 지구에 있는 경기장은 인공눈 100%로 경기장을 건설하였고, 강수량이 적은 사막 한가운데에 인공눈 100%로 이루어진 경기장을 건설하면 주변 환경에 좋지 않은 영향을 미친다는 주장이 있었다.
그리고 선수들이 부상 당할 위험도 크다고 한다. 옌칭 지구 옌칭 국립 알파인 스키 센터에서 열린 알파인스키 여자 대회전 종목 경기에 참가한 80명의 선수 중 49명만이 완주했고, 31명은 완주에 실패했다. 이런 결과는 경기장이 오직 인공눈으로 구성되어 있기 때문이라는 의견이 나왔다.
빙질 논란도 있다. 쇼트트랙 경기중, 거의 한조마다 한명씩 미끄러졌는데, 상대선수와의 접촉으로 넘어진 경우를 제외하면 넘어진 구간이 모두같다.

## 인권 논란

### 베이징 검열 문제
2022 베이징 동계올림픽 때 선수 등 참가자들이 사용해야 하는 공식 앱에 개인정보 유출 위험 등 심각한 결함이 있는 것으로 나타났다. AFP통신에 따르면 캐나다 토론토대 산하 비영리 연구팀 '시티즌 랩'은 보고서에서 베이징 올림픽에서 참가자들이 써야 하는 앱 'MY2022'는 보안이 취약해 개인정보 유출과 검열이 우려된다고 지적했다. 보고서는 MY2022 앱의 SSL 인증서에 문제가 있다고 주장했다. 예를 들어 MY2022 앱이 일부 SSL 인증서가 유효한지 파악하지 못해 악의적인 행위자에 의해 개인 데이터가 유출될 수 있다는 것이다. MY2022는 코로나19 등 민감한 개인 정보를 수집하는 데, 이런 정보가 불특정 다수에게 흘러들어갈 수 있다. 보고서를 작성한 제프리 노켈은 "최악의 시나리오는 누군가가 모든 트래픽을 가로채 여권과 의료 정보를 유출하는 것"이라고 말했다. 다음으로 시티즌 랩은 MY2022 앱에서 수집하는 개인 데이터 중 일부가 암호화 없이 전송되는 경우가 있다고 밝혔다. 다시 말해 당국이 검열을 할 수 있도록 일부 데이터가 암호화돼 있지 않다는 것이다. 실제로 MY2022는 중국에서 정치적으로 민감한 단어들을 검열할 수 있는 기능이 있다고 한다. 검열 대상에는 중국의 정치적 상황이나 티베트 등 지역 문제가 포함됐다. 노켈은 "이 같은 앱은 결함은 구글과 애플 앱스토어의 지침을 위반할 뿐만 아니라 사생활 보호와 관련된 중국의 법 조항에도 위배된다"고 말했다. 그는 "중국은 검열과 감시를 위해 암호화 기술을 훼손한 전례가 있다"며 "따라서 검열이나 감시 목적으로 고의적으로 보안을 취약하게 만든 것인지 아니면 결함이 개발자의 실수인지 따져봐야 한다"고 밝혔다.

## 러시아의 도핑 문제
세계반도핑기구(WADA)는 2019년 12월 9일, 러시아 연방 정부가 러시아반도핑기구 복권을 조건으로 2019년 1월 세계반도핑기구에 제공한 연구 자료를 임의로 조작한 사실이 밝혀지면서 4년간 모든 국제 스포츠에서 러시아 선수단 참가를 금지했다. 이번 조치로 인해 2018년 동계 올림픽처럼 개인 자격으로 2022년 동계 올림픽에 참가할 수 있도록 했다. 아직, 중립 선수단의 명칭이 확정되지 않았다. 이에 조나단 테일러 위원장은 2018년처럼 '러시아 출신 선수단(Olympic Athletes from Russia)' 명칭을 사용할 수 없을 것이라고 언급했다.
러시아는 이후 이 조치에 불복하여 스포츠 중재 재판소(CAS)에 항소했다. 재판소는 조치를 완화하라는 판결을 내렸다. 이 판결을 통해 러시아는 유니폼 디자인 속에서 러시아 국기 색상을 사용할 수 있을 뿐만 아니라, 유니폼에 '러시아'를 표기할 수 있도록 허용되었다.
국제 올림픽 위원회(IOC)는 러시아가 2020년 하계 올림픽과 2022년 동계 올림픽에 러시아 올림픽 위원회의 명칭을 따서 'ROC'라는 약자로 출전하는 것을 밝혔다. 국기는 러시아 올림픽 위원회기로 대체되었다. 2021년 4월 22일, IOC는 ROC 선수단이 러시아 국가 대신 표트르 차이콥스키의 피아노 협주곡 1번을 사용하도록 승인했다.

## 중국 개막식 한복 착용 논란
2022년 동계 올림픽 개막식 중 '소시민들의 국기 전달' 순서에서 중국 56개의 소수민족과 사회 각계 대표 등이 오성홍기를 손으로 전달하는 장면이 있었는데, 이때 한복으로 추정되는 복장을 입고 댕기머리를 한 여성이 포착되었다. 소수민족 중 하나인 조선족을 대표했다는 의견도 있지만, 최근 한복을 중국의 복장인 한푸(漢服)라고 주장하는 사례가 많았기 때문에 문화공정의 일종이라는 논란이 불거졌다.
그 당시 대선 후보였던 이재명 후보, 윤석열 후보, 안철수 후보도 개막식의 한복 등장을 한목소리로 비판했다.
청와대는 이에 대해 2월 7일 "한복이 우리 전통의 의복 문화라는 것은 전세계가 인정하는 사실"이라고 밝혔다. 한복을 입으며 개막식을 직관했던 황희 문화체육관광부 장관은 다른 소수민족이 전통 의상을 입고 온 상황에서 조선족도 한복을 입은 것으로 볼 수 있다는 점을 언급했다. 하지만 "마치 한국의 기원이 중국인 것처럼 다른 나라가 오해할 수 있으니 이런 오해의 소지는 서로 피했으면 좋겠다라는 부분을 (중국 정부에) 말할 필요는 있다"며  "대한민국은 세계 문화의 중심지고, 10위권 안의 경제 성장을 이룬 나라인데 자칫 소수 민족으로 전락할 우려가 있다"고 말했다.

## 네덜란드 기자 강제 연행 사건
2022년 2월 4일, 중화인민공화국의 올림픽 보안 요원이 생방송 중 네덜란드 오므로프 스티칭 방송의 기자 스조어드 덴을 카메라 밖으로 끌어내면서 방송 사고가 발생했다. 이로 인하여 그는 생방송을 중단하게 되었고, 그 뒤 현지 스튜디오에서 방송이 재개되었다. 그는 올림픽 보안 요원에 의해서 해를 입지 않고, 빠르게 다시 생방송을 재개할 수 있게 되었다. 보안 요원이 '왜, 기자를 끌어냈는지'에 대한 이유는 밝혀지지 않았다.
국제 올림픽 위원회(IOC)는 '지나치다'라며 "이런 사건은 일회성 일 것"이라고 표현했다. 옌자룽 2022년 동계 올림픽 대변인은 "우리는 모든 국제 언론을 환영한다."라며 "그들의 법적인 권리를 보호할 것"이라고 말했다. 네덜란드 오므로프 스티칭 방송 편집장은 "자유를 억압하려는 경향이 광범위하게 나타나고 있다."며 "코로나19로 인해 이 같은 경향이 더 강할지도 모른다."고 말했다.

## 판정 논란

### 쇼트트랙 혼성 2000m 계주경기 관련
2022년 2월 5일, 쇼트트랙 혼성 2000m 계주 경기에서 잘못된 판정으로 중화인민공화국 선수단이 명확한 실격 사유가 있었음에도 결승 A그룹에 진출했다.
준결승 2조에서 경기를 치른 중국 선수단이 5랩에서 6랩으로 넘어가는 시점에서 장위팅이 다음 주자인 런쯔웨이와 터치하지 않고 경기가 이어갔다. 심판은 해당 과정에서 발생한 러시아 올림픽 선수단의 진로 방해 행위와 미국 선수단의 진로 방해 행위는 실격으로 처리하였으나, 중국의 미교대 즉, 터치 미스는 계주 규정을 적용하지 않았다. 결과적으로 미국 선수단과 러시아 올림픽 선수단이 실격(PEN)되었고, 조 1위인 헝가리 선수단이 결승 A그룹(QA)에, 조 4위였던 중국 선수단은 두 국가의 실격 판정으로 결승 A그룹(QA)에 진출했다.
이에 대한민국의 전 쇼트트랙 선수 박승희는 "터치가 되지 않았다면 무조건 실격 처리가 돼야 되는게 맞아요. 과연 쇼트트랙에서 나올 수 있는 판정인가라는 생각까지" 했음을 밝혔다. 또한, 대한민국의 쇼트트랙 선수 곽윤기는 "터치 없이 경기를 그대로 진행한 걸 본 적이 없다. 반대로 다른 나라가 그런 상황이었다면 결승에 오를 수 있었을까 하는 생각이 들었다. 의구심이 든다."고 말했다. 언론에서는 '블루투스 터치'라는 비아냥도 나왔다.

### 스키점프 혼성 단체 노멀힐경기 관련
2022년 2월 7일, 경기를 치른 스키점프 선수 카타리나 알트하우스(독일), 다카나시 사라(일본), 다니엘라 스톨츠(오스트리아), 안나 스트룀(노르웨이), 실리에 옵세스(노르웨이)가 실격을 받았다. 실격 사유는 복장 규정 위반이었다. 이로 인해 독일이 결선 라운드에 진출하지 못하고, 일본, 오스트리아, 노르웨이는 결선 라운드에는 진출했으나 메달 획득에는 실패했다.
국제 스키 연맹은 헐렁한 유니폼이 스키점프 경기에 영향을 줄 수 있어 신체와 꼭 맞는 유니폼을 입도록 하고 있다. 유니폼과 신체간의 오차는 남자 1~3cm 내, 여자 2~4cm 내로 규제했다. 실격 처리된 다카나시 사라는 허벅지 부분이 4cm 큰 것으로 알려졌으나, 이외에 4명의 선수들의 구체적인 실격 사유는 알려주지 않은 것으로 밝혀졌다.
독일 스키점프 감독 슈테판 호른가허는 "실격 판정을 내린 사람들(심판)은 우리에게 어떤 설명도 하지 않았다."며 "알트하우스 선수는 개인전과 혼성 단체전 (모두) 같은 유니폼을 입었다. 개인전에서 아무런 문제가 없었는데 왜 오늘은 문제가 되는가."라며 이해할 수 없다는 입장을 내놓았다. 노르웨이 선수 실리에 옵세스는 노르웨이 현지 언론을 통해서 개인전과 유니폼 측정 방식이 달랐다며 문제를 제기했다. 그는 "단체전을 앞두고 심판진이 전과 다른 방법으로 유니폼 치수를 쟀다. 그들은 나에게 평소와 다른 동작으로 서 있으라고 요구했다."고 밝혔다.

### 쇼트트랙 남자 1000m경기 관련

#### 준결승전
2022년 2월 7일, 준결승 1조에서 경기를 치른 대한민국 선수 황대헌과, 2조에서 경기를 치른 대한민국 선수 이준서가 각각 조 1위, 조 2위로 결승선을 통과했다. 3위로 처음 출발한 황대헌은 런쯔웨이와 리웬롱을 제치고 1위로 결승선을 통과했는데, 레인 변경을 늦게 한 이유로 페널티가 부과됐다. 이준서도 레인 변경 반칙을 했다고 판단되어 실격당했다. 이에 대한민국의 공영방송 KBS와 MBC는 '황당한 실격', '황당한 판정'이라고 언급했다. 중국 쇼트트랙 선수 왕멍도 정말 의외의 실격이라며 놀라했다.
대한민국 선수단은 준결승 판정에 대해 국제스포츠중재재판소(CAS)에 제소했고, 심판 위원장에게 강력히 항의하며 국제빙상경기연맹과 국제올림픽위원회에 항의하는 서한문을 보냈다. 배구선수 김연경은 트위터로 "또 실격???!!!! 와 열받네!!!"라며 분노를 표출했고, 방탄소년단의 김남준(RM)은 황대헌 선수에게 인스타그램 스토리로 응원을 전했다. 쇼트트랙 국제심판인 최용구 단장은 "오심은 한 번으로 족하지, 한 번 이상이 되면 그건 오심이 아닙니다"라며 판정이 고의적이라고 말했다. 그러나 국제빙상경기연맹은 8일 대한민국 선수단의 이의 제기를 받아들일 수 없다고 밝혔다.
중국 언론은 '대한체육회가 심판의 오심을 증명할 아무 증거도 찾지 못했다'며 '성난 민심을 달리기 위한 것'이라는 사실과 다른 주장을 내새웠다. 중국 SNS 웨이보에서 '황대헌 반칙(黄大宪犯规)', '우다징(중국 선수)이 치였다(武大靖被撞)' 해시태그는 실시간 검색어 1, 2위를 차지했다. 또 방탄소년단 김남준이 인스타그램에 황대헌을 응원하는 이모티콘을 남긴 것에 대해서는 '방탄소년단 중국 모욕(防弹少年团辱华)' 해시태그도 많이 태그됐다. 주한중국대사관은 "(올림픽 판정 비난이) 중국 정부와 베이징 올림픽 전체를 겨냥하고 반중 감정까지 부추겨 양국 국민의 감정을 독화시키고 있다"고 밝혔고, 수교 30주년을 계기로 문화 교류를 확대하려던 대한민국과 중국도 난감해졌다.
이 때부터 누리꾼들 사이에서 "눈 뜨고 코 베이징"과 같은 표현이 사용되기 시작하였다.

#### 결승전
결승 A그룹에서 경기를 치른 헝가리 선수 류 사오린 샨도르가 1위를 차지했지만, 페널티 2개로 실격되고, 옐로 카드를 받게 되면서 메달을 얻지 못했다. ISU는 "류 사오린 샨도르가 직선주로에서 추월을 시도했으나 런쯔웨이보다 뒤처져 코너에 진입할 우선권이 없었으며, 두 차례나 팔로 상대를 밀어 반칙을 선언해야 했다"고 말했다.
이에 대한민국의 공영방송 KBS는 '결승전도 논란...'이라고 언급했다.
이후 심판도 여론을 인식했는지, 편파판정 빈도가 줄었으며, 황대헌이 남자 쇼트트랙 1500m에서 대한민국 2022년 베이징 동계올림픽 첫 금메달을 따냈다.

### 쇼트트랙 남자 5000m 계주경기 관련
쇼트트랙 남자 5000m 계주 준결승전에서 리원룽이 넘어지며 최종 4위를 기록했다. 몸싸움 과정이 아니었던 탓에 탈락이 예상됐다.
하지만 비디오 판독 후 중국이 어드벤티지를 받아 결승에 진출했다. 어드벤티지 사유는 리원룽이 넘어질 때 날이 충돌했다는 것이다. 날끼리 충돌하는 건 실격 대상이 아니다. 또 상대방이었던 캐나다는 실격을 받지 않았다.
SBS 배성재 캐스터는 “자유이용권”이라고 일침을 놓는 등 현지 해설진 사이에서도 이해할 수 없는 판정이라는 해석이 따랐다.